# Обра
Обра (пољ. Obra) је река у Пољској. Дуга је 164 km. Улива се у Варту. 